# Wojciech Konikiewicz

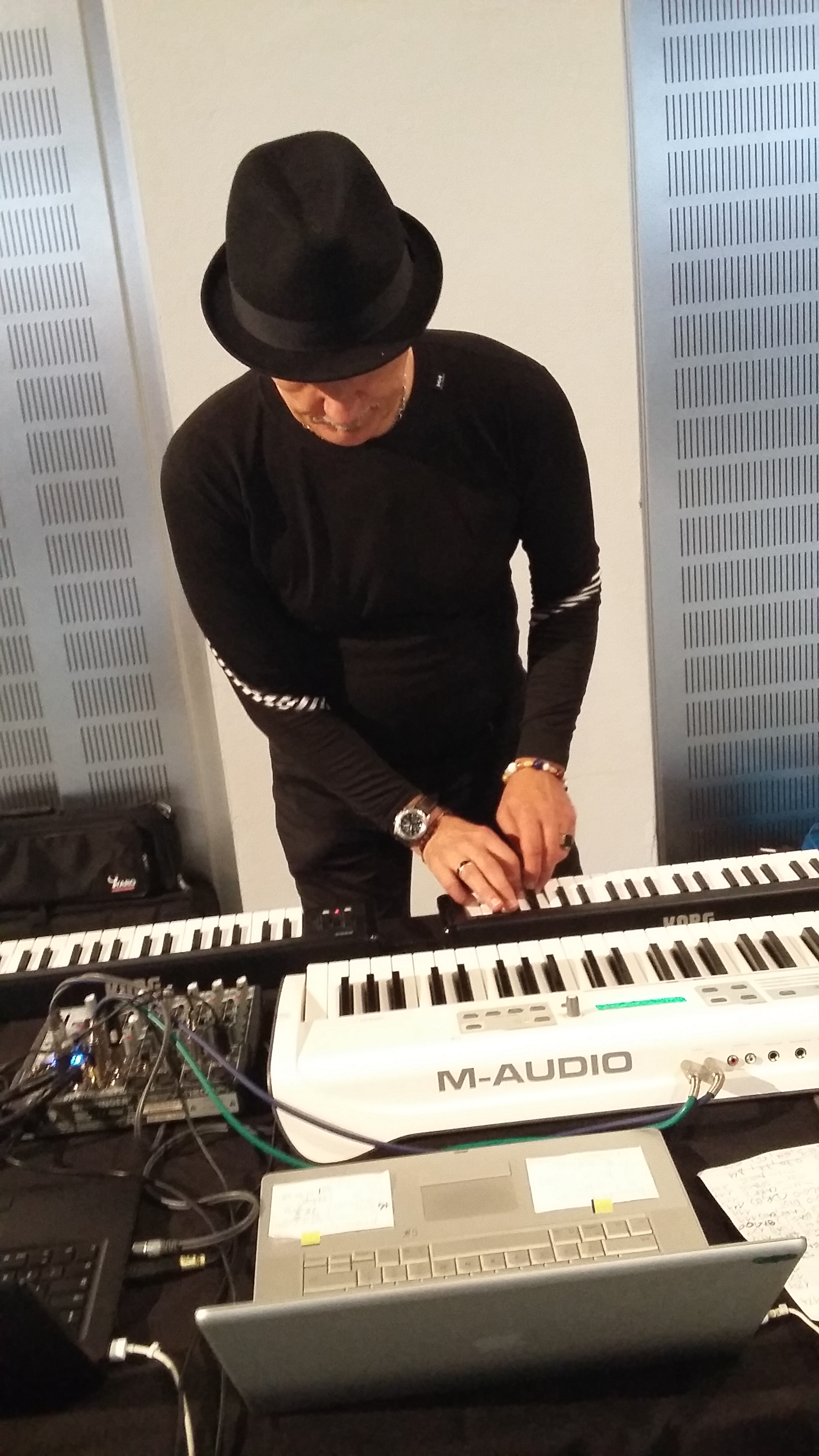
Wojciech Konikiewicz, 2017

Wojciech Konikiewicz (* 26. April 1956 in Breslau) ist ein polnischer Komponist, Jazz- und Improvisationsmusiker.

## Leben und Wirken
Konikiewicz studierte nach seiner Ausbildung an der Musikschule seiner Heimatstadt Klavier und Komposition in Warschau, in Deutschland und Frankreich sowie von 1977 bis 1983 elektroakustische Musik an der Politechnika Wrocławska und Philosophie an der Universität Breslau. Seit den frühen 1980er Jahren war er in der polnischen Jazzszene aktiv und gründete die Bands Tie Break, Session Acoustic Action, Green Revolution und Free Corporation. Seit 1985 arbeitete er auch mit den Musikern der britischen Band Pinski Zoo zusammen, außerdem mit Benjamin Zephaniah, J. J. Burnell (The Stranglers) und Ian Paice (Deep Purple), den polnischen Rockmusikern Grzegorz Ciechowski, Tomek Lipiński, Robert Brylewski, Lech Janerka, Wojtek Waglewski, Muniek Staszczyk und Tomek Budzyński, dem japanischen Performancekünstler Nobuhiko Utsumi, dem Kontrabassisten Hideto Kanai und anderen. 2003 nahm er mit Steve Harris und Jan Kopinski das Album Zone K heraus.
Zu den Kompositionen Konikiewiczs zählen Werke für Sinfonie- und Kammerorchester, Kammermusik (Streichquartette, Werke für Saxophon und Begleitinstrument), Jazzstücke, experimentelle und elektronische Kompositionen und sakrale Musik. Als Komponist und Interpret von Film-, Schauspiel- und Ballettmusiken arbeitete er u. a. mit Jerzy Domaradzki, Waldemar Szarek und Krzysztof Krauze zusammen.

## Diskographie
- "W sferze dotyku" Sesja'80 Acoustic Action (1984)
- Pinski Zoo with Wojtek Konikiewicz – Live in Warsaw
- Pas De Deux (1985)
- Green Revolution: Na całość (1986)
- Free Cooperation: Our Master's Voice (1988)
- Another Form Of Communication (1993)
- Tout Est Couleur (1994)
- "Matulu" Maria Krupowies (1996)
- Tribute To Miles Orchestra – Live (1998)
- Cyber Ya2z (2000)
- Portraits of R. (2001)
- Zone K (2003)